# Cairo Aviation
Cairo Aviation was een Egyptische luchtvaartmaatschappij met haar thuisbasis in Caïro.

## Geschiedenis
Cairo Aviation is opgericht in 1997 als Cairo Air en was gelieerd aan de Kato Aromatic Groep. In 1997 werd de naam gewijzigd in Air Cairo. Na overname door Egyptair in 2003 werd de huidige naam ingevoerd.

## Vloot
De vloot van Cairo Aviation bestond uit: (juli 2016)
- 5 Tupolev Tu-204-200